# Charles Baugniet
Pour les articles homonymes, voir Baugniet.
 (mars 2025).
La mise en forme du texte ne suit pas les recommandations de Wikipédia : il faut le « wikifier ».
Les points d'amélioration suivants sont les cas les plus fréquents. Le détail des points à revoir est peut-être précisé sur la page de discussion.
- Les titres sont pré-formatés par le logiciel. Ils ne sont ni en capitales, ni en gras.
- Le texte ne doit pas être écrit en capitales (les noms de famille non plus), ni en gras, ni en italique, ni en « petit »…
- Le gras n'est utilisé que pour surligner le titre de l'article dans l'introduction, une seule fois.
- L'italique est rarement utilisé : mots en langue étrangère, titres d'œuvres, noms de bateaux, etc.
- Les citations ne sont pas en italique mais en corps de texte normal. Elles sont entourées par des guillemets français : « et ».
- Les listes à puces sont à éviter, des paragraphes rédigés étant largement préférés. Les tableaux sont à réserver à la présentation de données structurées (résultats, etc.).
- Les appels de note de bas de page (petits chiffres en exposant, introduits par l'outil «  Source ») sont à placer entre la fin de phrase et le point final[comme ça].
- Les liens internes (vers d'autres articles de Wikipédia) sont à choisir avec parcimonie. Créez des liens vers des articles approfondissant le sujet. Les termes génériques sans rapport avec le sujet sont à éviter, ainsi que les répétitions de liens vers un même terme.
- Les liens externes sont à placer uniquement dans une section « Liens externes », à la fin de l'article. Ces liens sont à choisir avec parcimonie suivant les règles définies. Si un lien sert de source à l'article, son insertion dans le texte est à faire par les notes de bas de page.
- La présentation des références doit suivre les conventions bibliographiques. Il est recommandé d'utiliser les modèles {{Ouvrage}}, {{Chapitre}}, {{Article}}, {{Lien web}} et/ou {{Bibliographie}}. Le mode d'édition visuel peut mettre en forme automatiquement les références.
- Insérer une infobox (cadre d'informations à droite) n'est pas obligatoire pour parachever la mise en page.

Pour une aide détaillée, merci de consulter Aide:Wikification.
Si vous pensez que ces points ont été résolus, vous pouvez retirer ce bandeau et améliorer la mise en forme d'un autre article.
 (mars 2025).
Charles Baugniet, né le 27 février 1814 à Bruxelles et mort le 5 juillet 1886  à Sèvres, est un peintre, lithographe et aquarelliste belge. 
Formé dès treize ans à l'académie royale des beaux-arts de Bruxelles, Charles Baugniet se fait connaître grâce à ses portraits et lithographies. Nommé dessinateur du roi des Belges Léopold Ier en 1841, il réalise de nombreux portraits de la famille royale belge. En 1843, il s'installe en Grande-Bretagne et y poursuit sa carrière de lithographe portraitiste. Il quitte Londres pour Paris en 1861 et s'installe à Sèvres en 1865, où il meurt en 1886.

## Biographie

### Famille et formation
Benoît Charles Baugniet, né à Bruxelles le 27 février 1814, est le fils de Charles Joseph Baugniet, agent d'affaires, et d'Adélaïde Françoise Élisabeth Alexandrine Roelens. Ils s'étaient mariés à Bruxelles.      
Son père, Charles Joseph Baugniet, issu d'une famille originaire de Jodoigne, est secrétaire au palais de Laeken, puis fonctionnaire du ministère des Finances.      
Son grand-père paternel, Philippe Joseph Baugniet, marchand en toiles au Marché au Bois à Bruxelles, avait demandé et obtenu la bourgeoisie de Bruxelles en 1783, à l'occasion de son mariage à Sainte-Gudule avec Marie Françoise Josèphe Brion, fille de bourgeois. Du côté maternel, son grand-père, Pierre Joseph Roelens, était originaire d'Iseghem, et marchand de toiles à la rue de Rollebeek, où il demeurait, avec sa femme Françoise Fontaine, originaire de Tournai. Il était devenu bourgeois de Bruxelles en 1783.     
L'enfant se révèle doué pour le dessin, sa mère lui fait suivre des cours particuliers auprès de la peintre Félicité Chamorin, dite Lagarenne.
Charles Baugniet est inscrit à l'Académie royale des beaux-arts de Bruxelles entre 1827 et 1829. Il remporte un premier prix d'après la figure antique en 1828. Il étudie également dans l'atelier du peintre Joseph Paelinck. Après ses études, le père de Charles Baugniet le fait entrer au Ministère des Finances, où il est lui-même employé. Charles démissionne en 1834 et commence un apprentissage de quelques mois dans l'atelier de lithographie d'Antoine Dewasme.

### Premiers succès
Son premier portrait en lithographie est celui de l'actrice Isabelle Lavry en 1834. Sa réputation va s'accroître, grâce à la réalisation de ses premiers portraits dans le magazine L'Artiste en 1833. Il figure parmi les dessinateurs lithographes les plus recherchés, aux côtés de Joseph Schubert.
Il collabore avec Louis Huard de 1835 à 1842, en produisant de nombreux portraits des membres la Chambre des Représentants belges. Louis Huard signe huit portraits, Baugniet tous les autres.
Ces œuvres sont suivies, entre 1836 et 1840, par une série de portraits d'artistes de son temps, intitulée Les Artistes Contemporains. Ce sont des portraits de Louis Jéhotte, Louis Gallait, Nicaise de Keyser, Jean-Baptiste Madou, Eugène Simonis, Charles-Louis Verboeckhoven, Horace Vernet, Paul Delaroche et Hippolyte Bellangé. Il réalise également une Galerie de 19 portraits d'artistes-musiciens du Royaume de Belgique.

### Lithographe

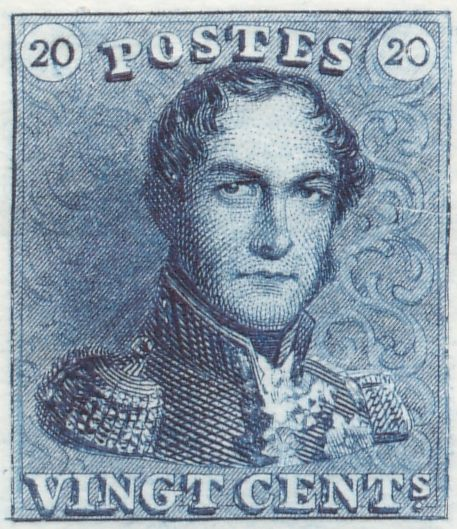
Épaulettes d'une valeur de 20 centimes : premier timbre-poste de Belgique (1849).

La famille royale belge lui passe commande, ce qui le conduit à être officiellement reconnu comme « dessinateur du Roi » par Léopold Ier, roi des Belges, le 22 juillet 1841.
En 1843, il s'installe à Londres. Il devient un portraitiste de premier plan. Recommandé par le roi des Belges, Léopold Ier, il réalise le portrait du prince consort Albert. 
Charles Baugniet épouse religieusement Marie Antoinette Hony, née à Bruxelles, à Saint-Marylebone le 11 juillet 1844. Leur mariage civil a lieu à Schaerbeek le 4 novembre 1847 s'expliquerait par le fait que Marie Antoinette Hony, lors de son mariage avec Baugniet en 1844 n'était que très récemment divorcée de Charles Henri Napoléon Montagney dit Artôt. Il était timbalier et organiste au théâtre royal de la Monnaie, elle l'avait épousé à Bruxelles en 1836. .
À Londres, Baugniet a réalisé le portrait de Charles Dickens et du compositeur français Hector Berlioz. Il a participé à la création du premier timbre-poste belge, mis en circulation le 1er juillet 1849. Le timbre représente le roi Léopold Ier, d'après le portrait que Charles Baugniet avait réalisé quelques années auparavant. Ces timbres, de deux valeurs différentes : 10 et 20 centimes, sont connus sous le nom d'épaulettes. Les portraits du roi par Baugniet sont repris pour d'autres timbres du souverain belge, de type « médaillons » jusqu'en 1861. 
En 1865, Charles Baugniet lègue une collection de près de 1800 portraits lithographiés à la bibliothèque royale de Bruxelles.

### Peintre de genre
En 1858, Charles Baugniet s'essaie à la peinture de genre (scènes d'intérieurs) et rencontre le succès avec son tableau La Jeune camériste (Victoria & Albert Museum). Confronté à la popularité du portrait en photographie, Baugniet va abandonner la lithographie pour la peinture à l'huile. Il réalise son dernier portrait lithographié en 1864.   
Baugniet se concentre sur des peintures illustrant l'élégance du Second Empire, genre alors très populaire,. Dès 1863, Baugniet envoie régulièrement des œuvres, dues à son « pinceau élégant et gracieux » au salon de Paris. Ses tableaux sont remarqués par les marchands d'art Adolphe Goupil à Paris et Michael Knoedler à New York. Ils vont orner les collections des grands mécènes américains, Henry Vanderbilt, Theron R. Butler, Henry Hilton ou encore Charles Stewart Smith. Le succès lui permet de se construire une villa dans la commune de Sèvres en 1864. Il est rejoint dans cette commune par ses deux nièces par alliance : la mezzo-soprano Désirée Artôt et sa sœur cadette, Antoinette Artôt, ainsi que leurs maris, qui se font également construire des villas.  
Il meurt à Sèvres, chez sa nièce Désirée Artôt, impasse des Closeaux no 11, d'une mauvaise bronchite, le 5 juillet 1886, à l'âge de 72 ans. Sa dépouille mortelle est rapatriée en Belgique. Il est inhumé au cimetière de Saint-Josse-ten-Noode.

## Galerie

### Peintures

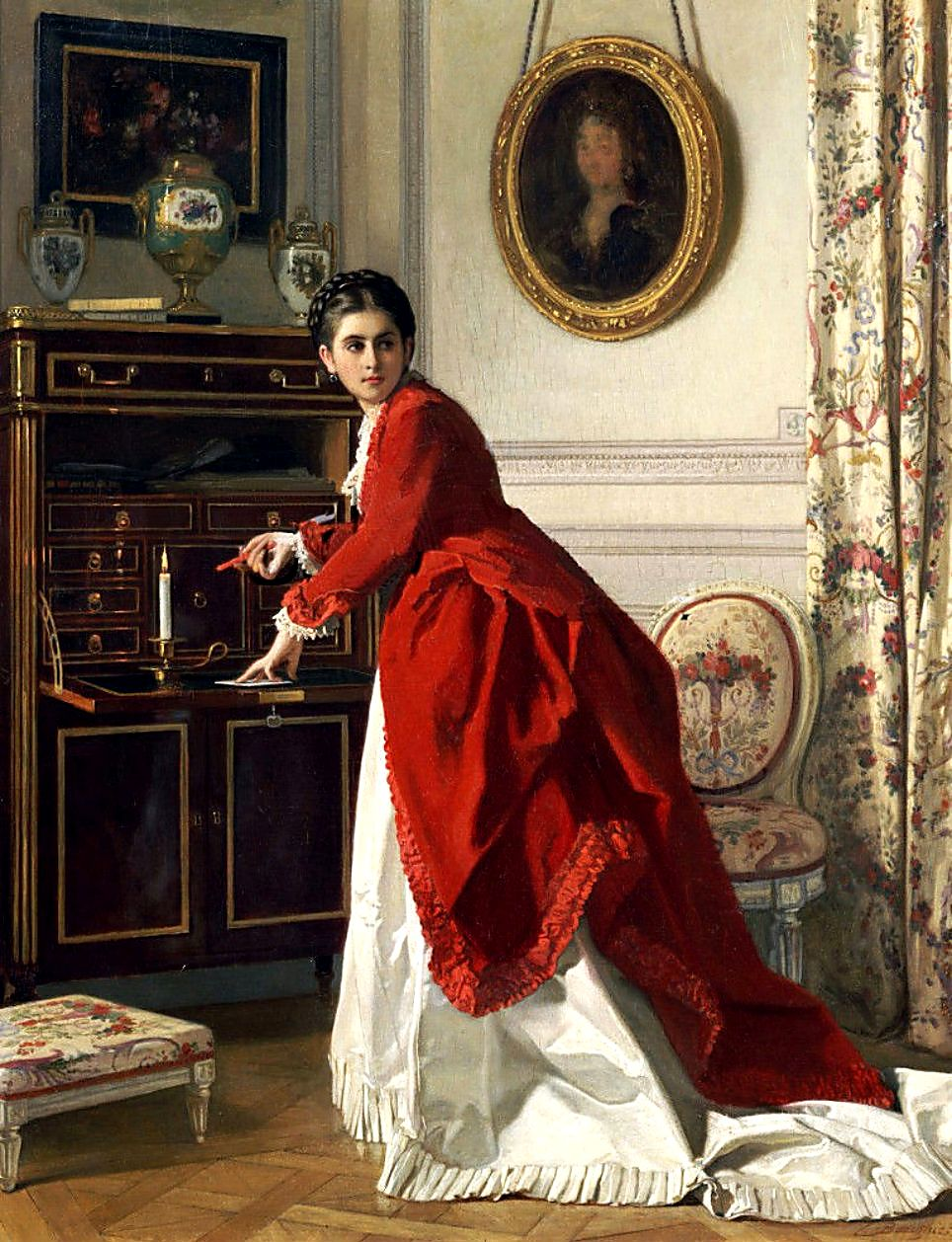
Femme écrivant une lettre.
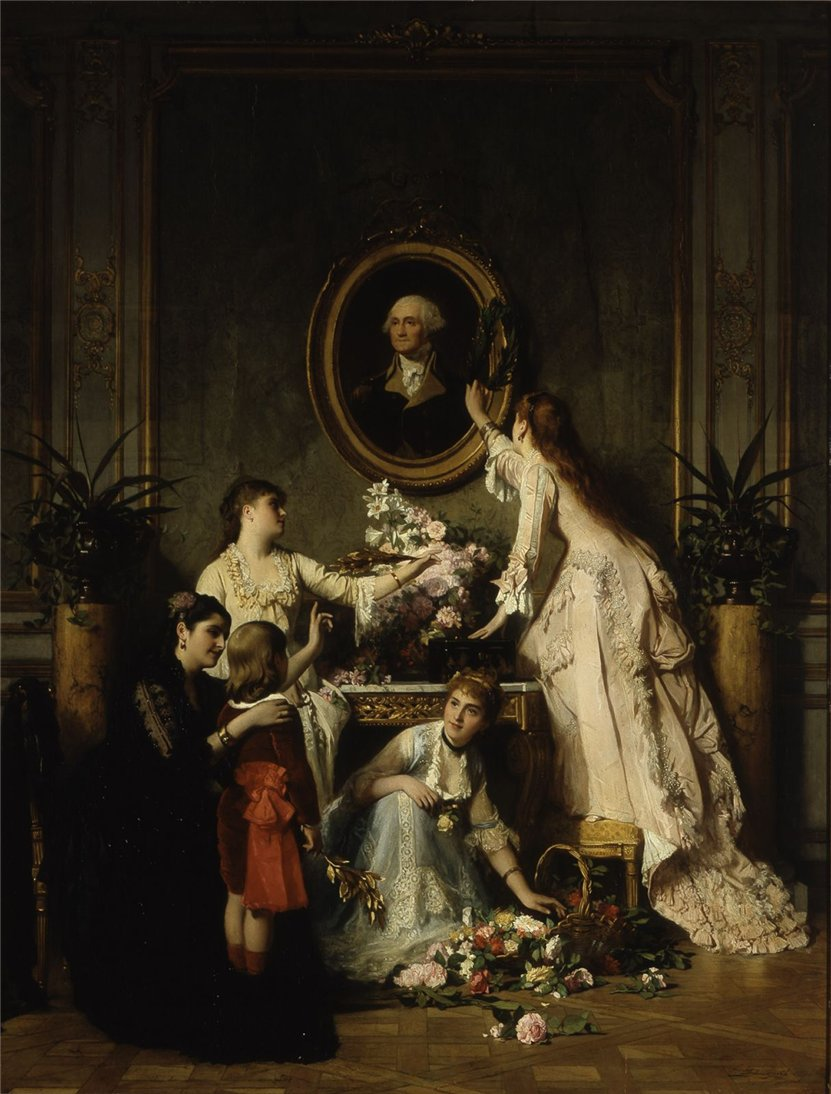
L'Anniversaire de George Washington. Bouquets et couronne de laurier en son honneur.
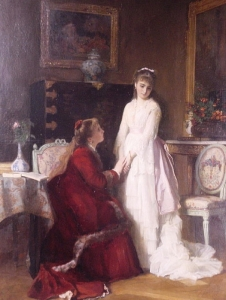
La Mariée et sa sœur.
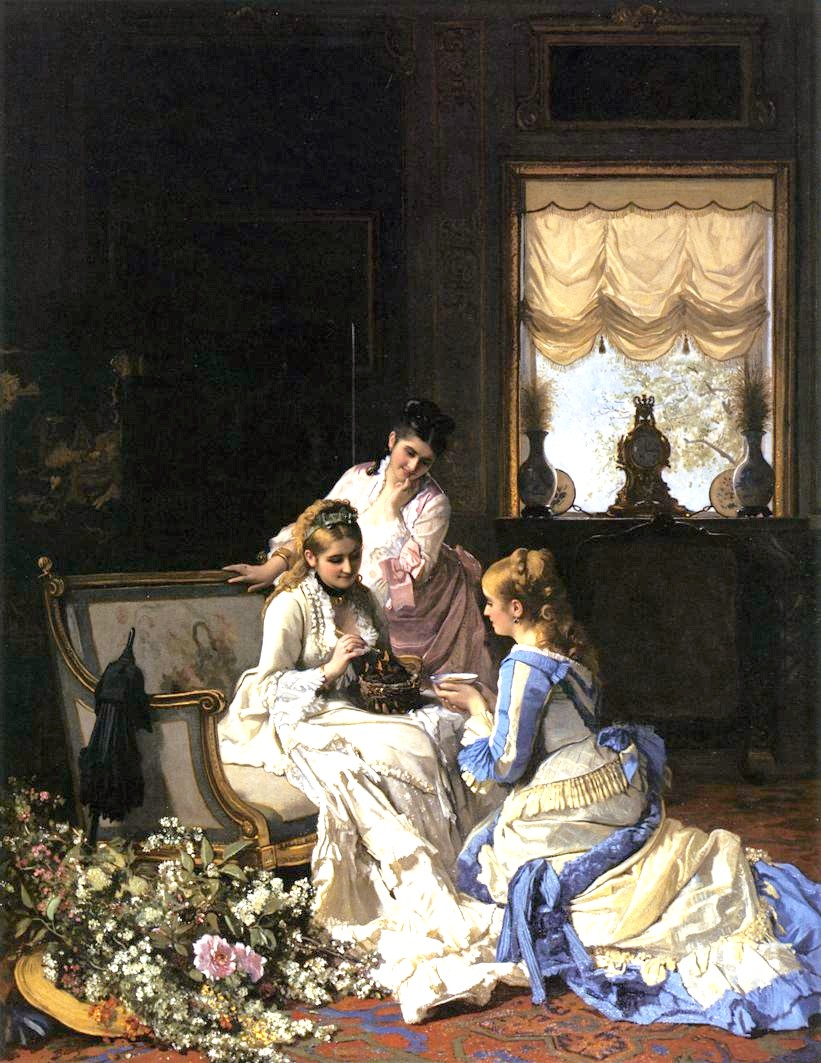
Les Primeurs au printemps.
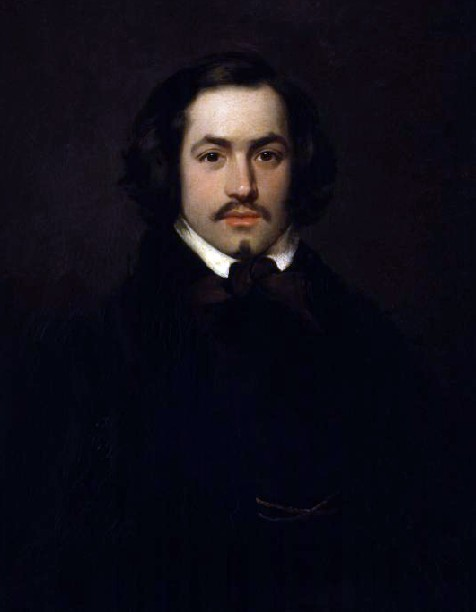
John Barnett (1802-1890), compositeur.

### Lithographies

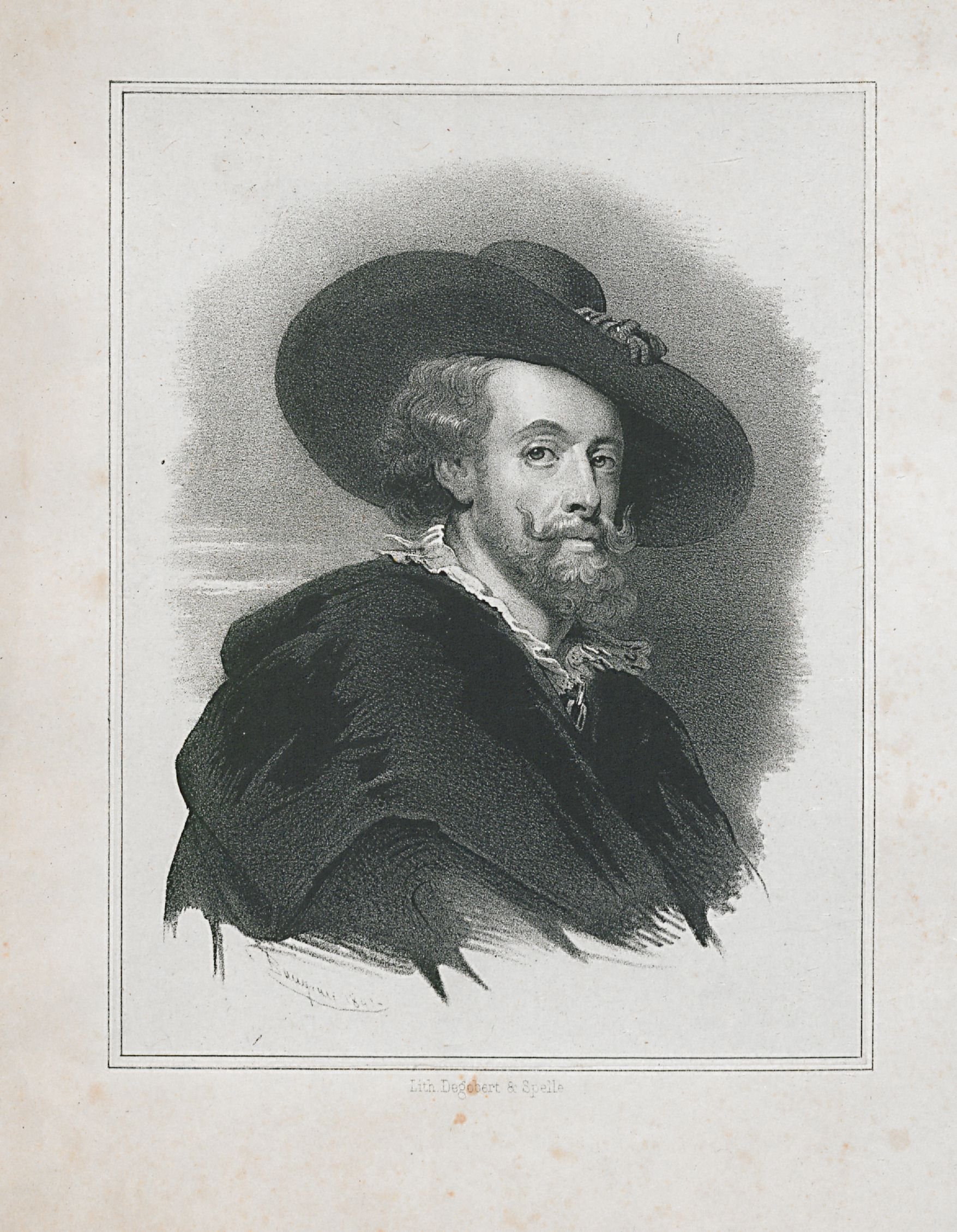
Portrait de Peter Paul Rubens, 14,7 x 11,4 cm (v.1840).
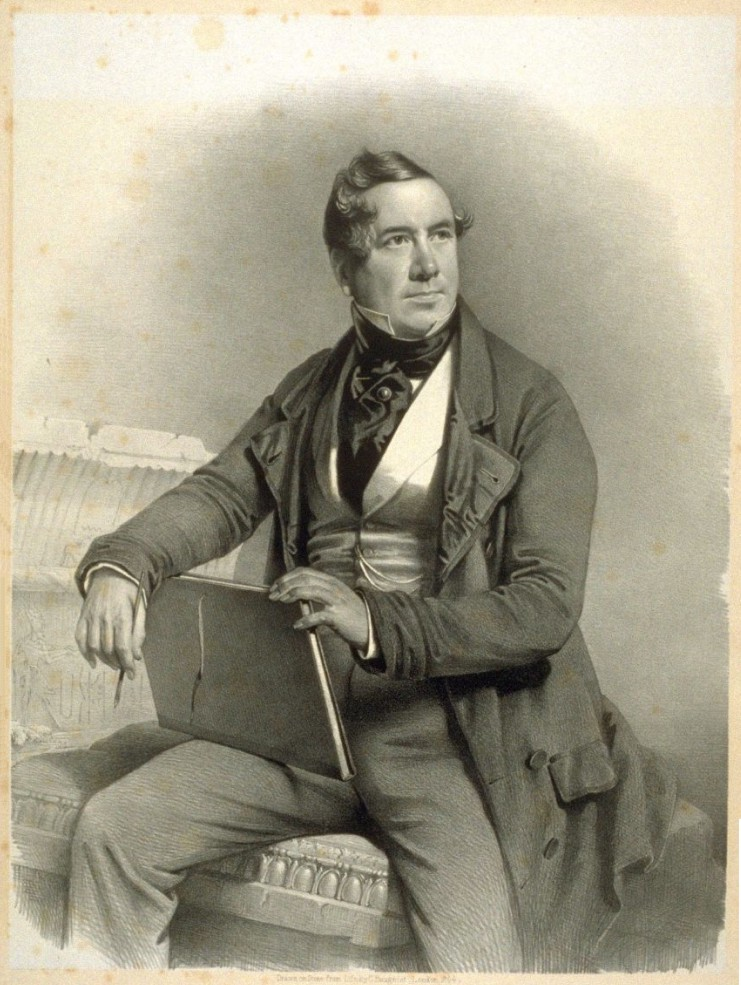
David Roberts (1796-1864).
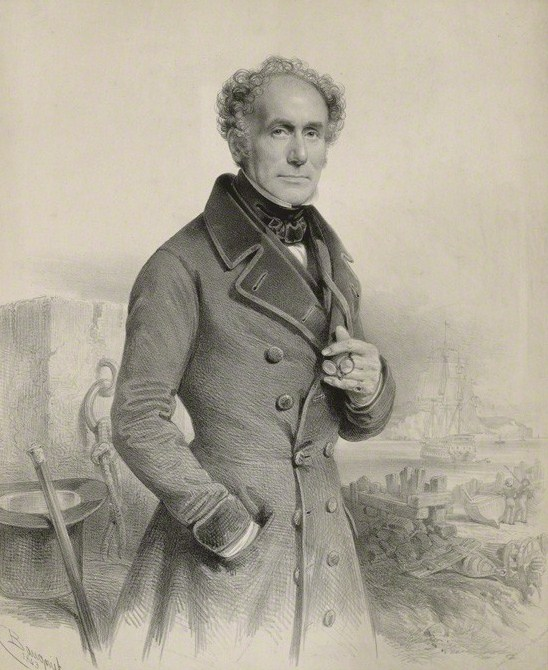
Thomas Potter Cooke (en), acteur (1843).
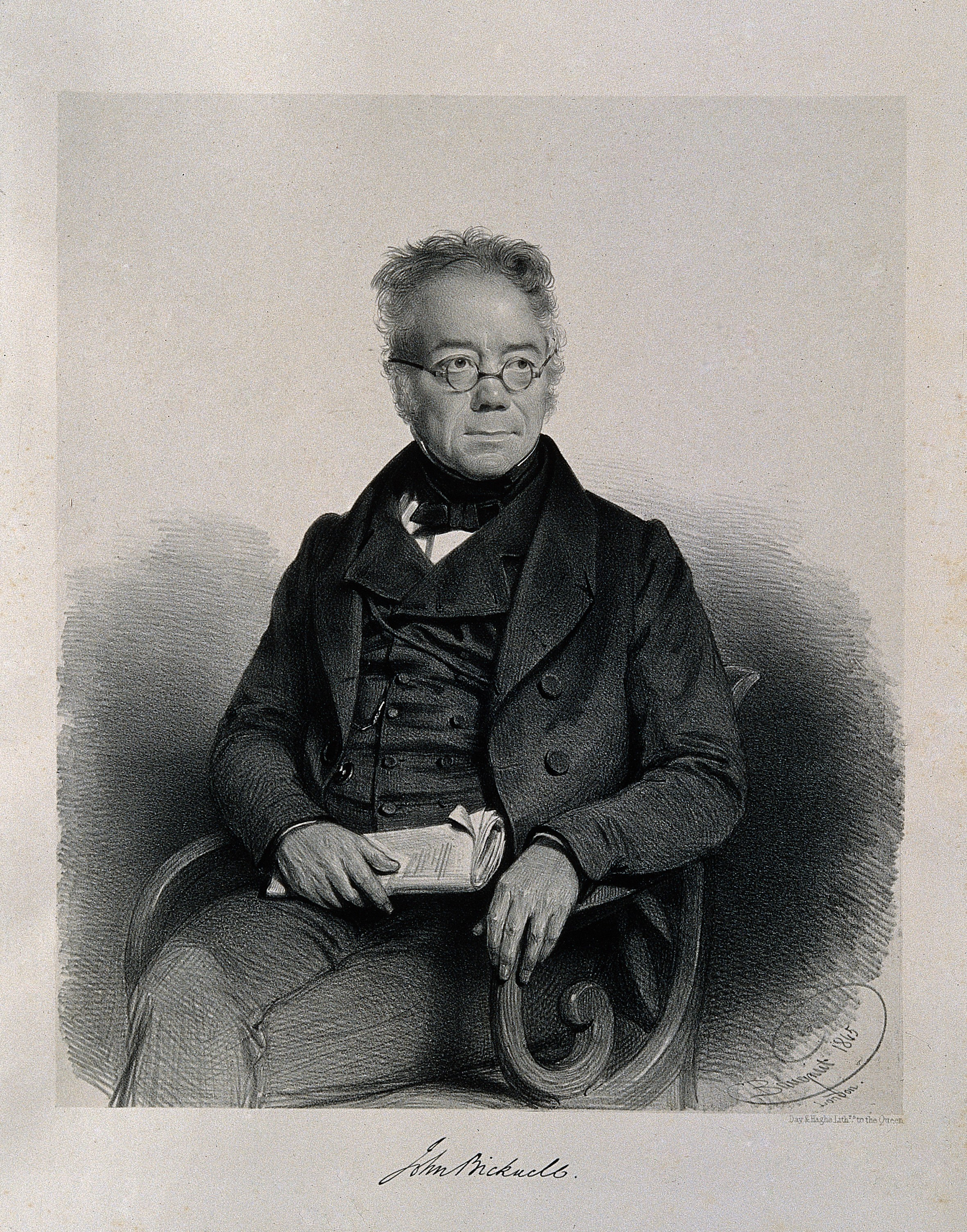
John Laurens Bicknell (en) (1845).
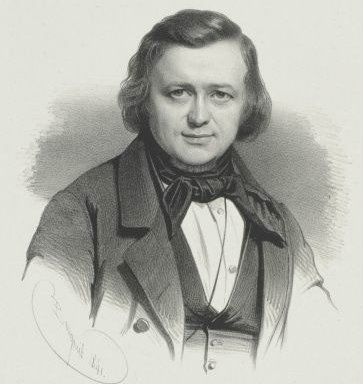
Charles-Louis Hanssens.
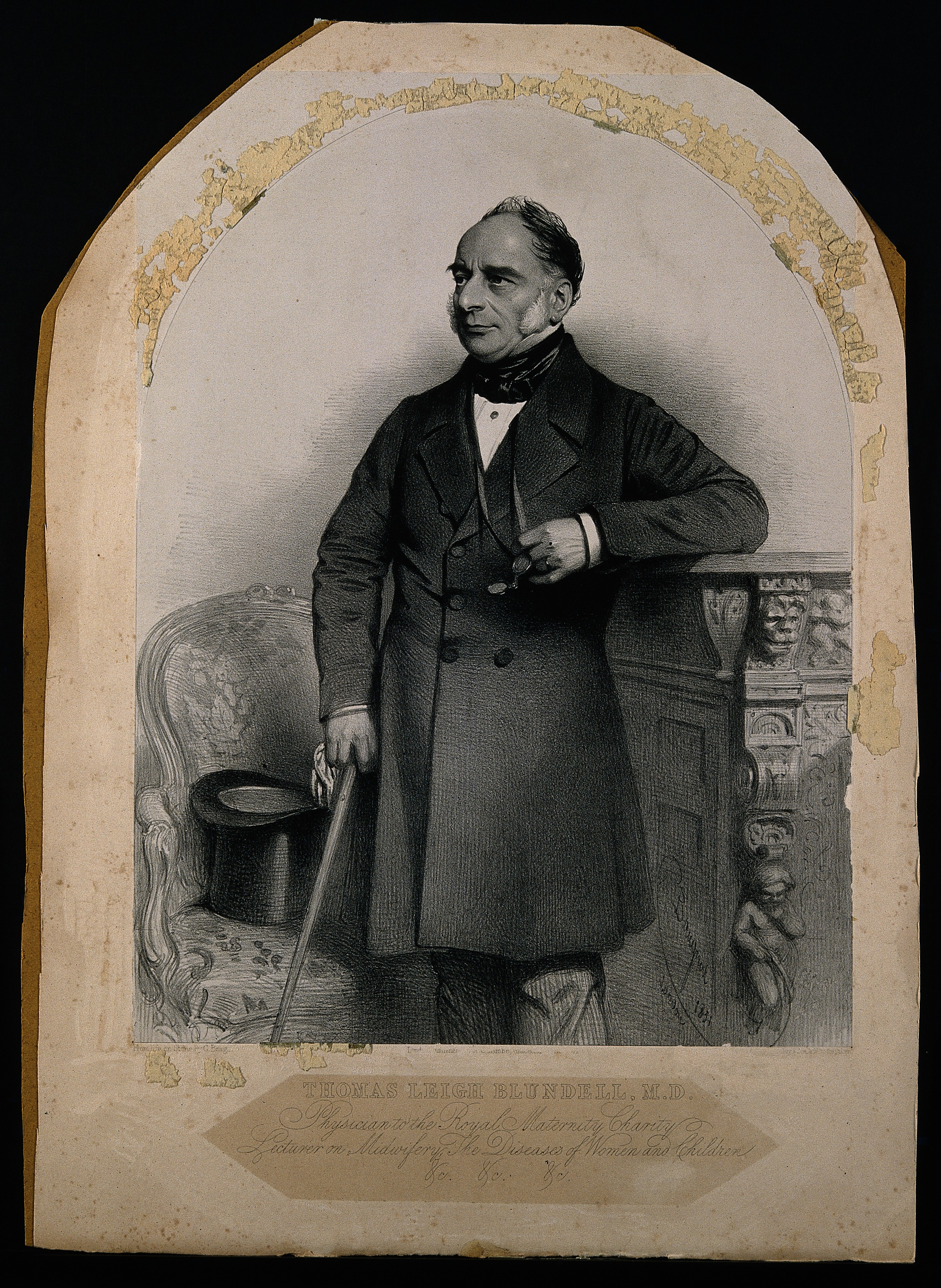
Thomas Leigh Blundell (1851).
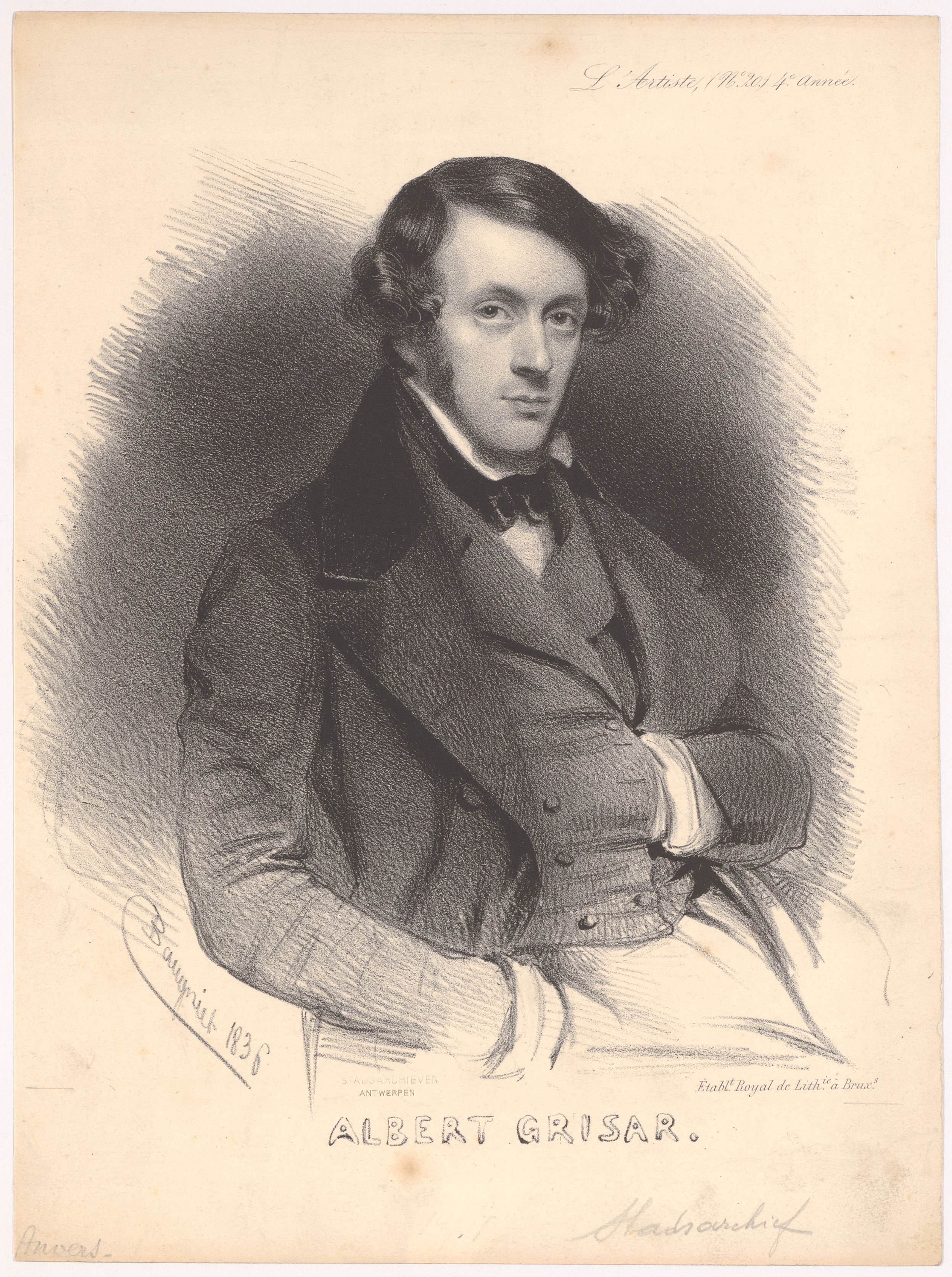
Albert Grisar (1836).
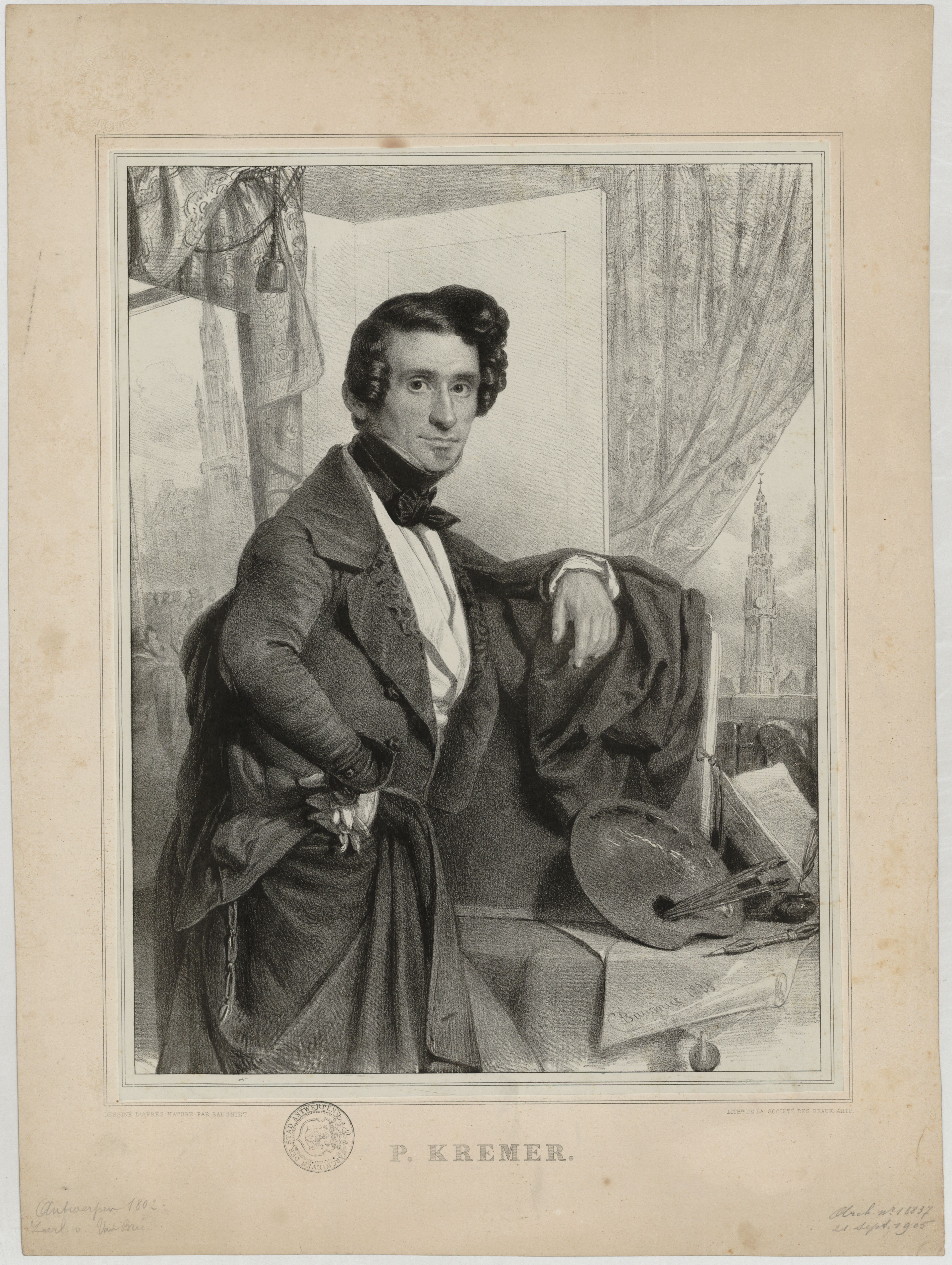
Pierre Kremer, peintre (1838).
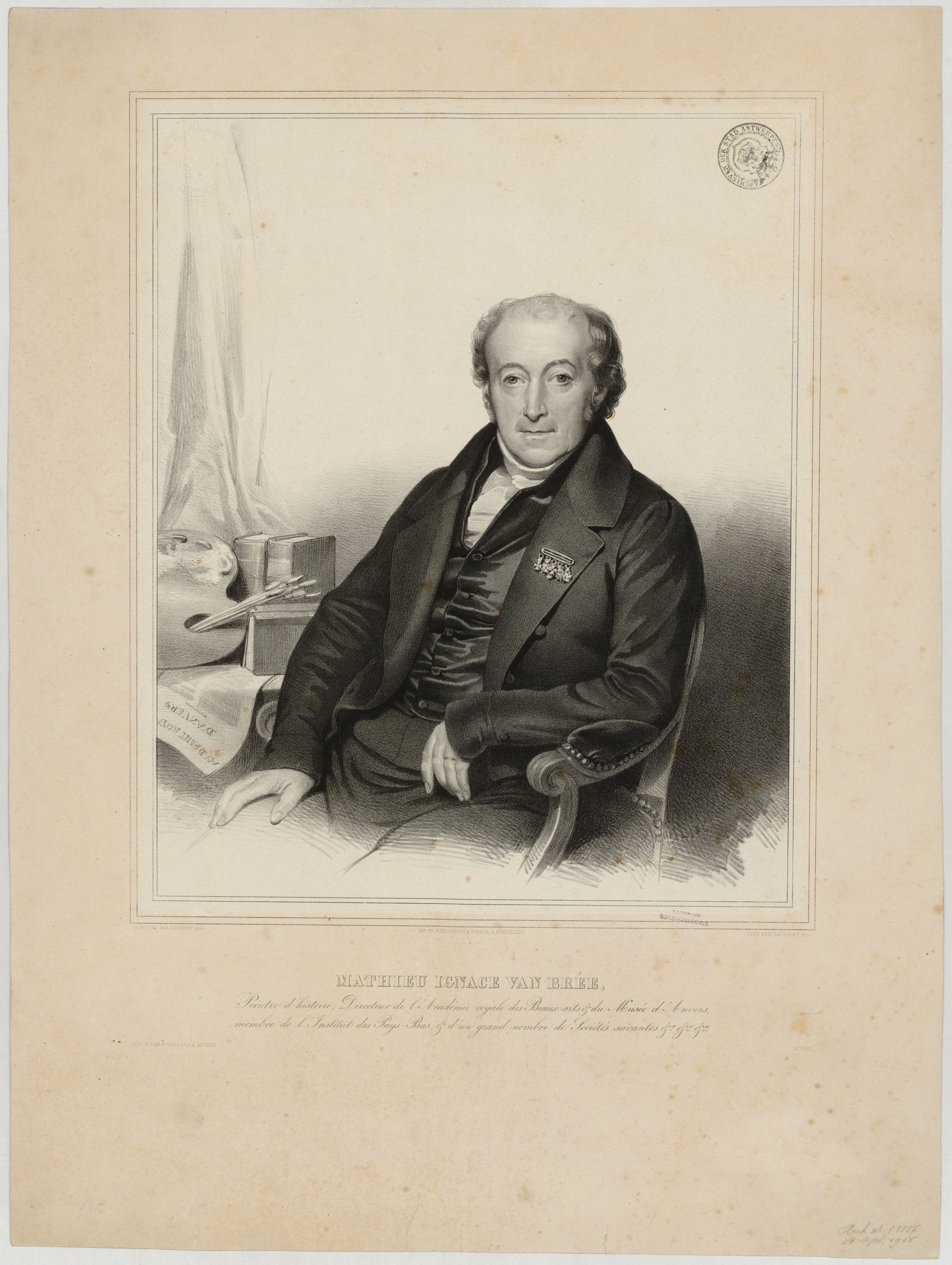
Mattheus Ignatius Van Bree (1840).
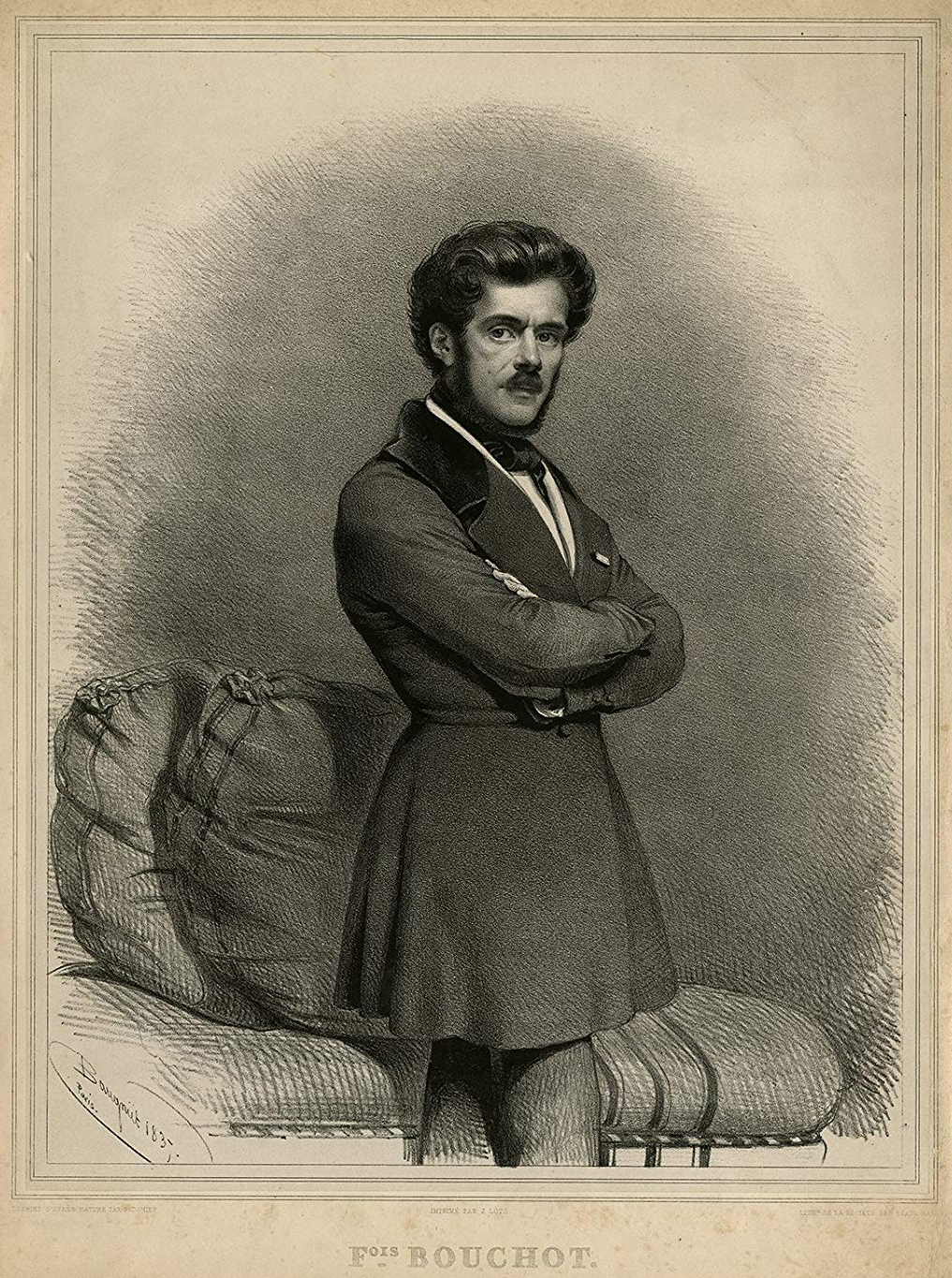
François Bouchot.

## Honneurs
Charles Baugniet est :
- Chevalier de l'ordre de Léopold (17 juin 1843)[8] ;
- Officier de l'ordre de Léopold (3 novembre 1872)[9] ;
- Chevalier de l'ordre du Christ (7 novembre 1850)[10] ;
- Chevalier de l'ordre de la Maison ernestine de Saxe (27 novembre 1850)[10] ;
- Chevalier de l'ordre d'Isabelle la Catholique(26 novembre 1851)[10].